# Семкина (приток Оёша)
Семкина — река в Новосибирской области России. Устье реки находится в 24 км по левому берегу реки Оёш. Длина реки составляет 10 км.

## Данные водного реестра
По данным государственного водного реестра России, относится к Верхнеобскому бассейновому округу, водохозяйственный участок реки — Обь от Новосибирского гидроузла до впадения реки Чулым, без рек Иня и Томь, речной подбассейн реки — бассейны притоков (Верхней) Оби до впадения Томи. Речной бассейн реки — Верхняя Обь до впадения Иртыша.